# Rigadin et la Jolie Manucure (film, 1915)
Pour les articles homonymes, voir Rigadin et la Jolie Manucure.
Pour plus de détails, voir Fiche technique et Distribution.
Rigadin et la Jolie Manucure (ou La Jolie Manucure) est un film muet français réalisé par Georges Monca, sorti en 1915.

## Fiche technique
Source IMDb
- Titre : Rigadin et la jolie manucure[2]
- Titre alternatif : La Jolie Manucure
- Réalisation : Georges Monca
- Scénario : Charles Torquet
- Photographie :
- Montage :
- Société de production : Pathé Frères
- Société de distribution : Pathé Frères
- Pays d'origine :  France
- Langue : français
- Métrage : 295 mètres (dont 251 en couleurs)
- Format : Noir et blanc — 35 mm — 1,33:1 — Muet
- Genre : Comédie
- Durée : 10 minutes
- Numéro de catalogue Pathé : 7108
- Dates de sortie :
  - France : 17 septembre 1915

## Distribution
Source IMDb
- Charles Prince : Rigadin
- Clo Marra : La manucure
- Fernand Rivers : Le mari de la manucure
- Yvonne Maëlec
- Mistinguett
- Germaine Reuver
- Cécile Guyon
- Marcel Simon[réf. souhaitée]